# Инцидент с вводом живого вируса в Cutter Laboratories
Инцидент с вводом живого вируса в Cutter Laboratories — инцидент, произошедший в 1955 году в США. Частная фармацевтическая компания Cutter Laboratories произвела вакцину от полиомиелита, содержавшую живой полиовирус вместо инактивированного. Всего было произведено около 120 тысяч таких доз. После ввода этой вакцины у 40 тысяч детей развился абортивный полиомиелит, у 56 — паралитический полиомиелит, 5 из них умерли.
Вакцинация привела к эпидемии полиомиелита, жертвами которой стали еще 118 детей — у 113 из них развился паралич, ещё 5 умерли.

## История

### Cutter Laboratories
Cutter Laboratories была создана Эдвардом Каттером в 1897 году. Во время Второй мировой войны Cutter Laboratories получила множество государственных контрактов на плазму крови и пенициллин, и благодаря этому значительно расширилась. После смерти Эдварда Каттера компанией управляли три его сына — Роберт, Эдвард и Фредерик. В 1974 году была приобретена компанией Bayer.

### Инцидент с вводом живого вируса
12 апреля 1955 года, вскоре после известия об успешном производстве вакцины от полиомиелита, Cutter Laboratories стала одной из нескольких компаний, которые получили одобрение правительства США на её производство.
27 апреля Cutter Laboratories отозвала свои вакцины с рынка после того, как стало известно, что они содержат живой вирус вместо инактивированного.
Всего было произведено около 120 тысяч доз вакцины с живым полиовирусом. В результате введения этой вакцины у 40 тысяч детей развился абортивный полиомиелит, у 56 — паралитический, 5 из них умерли. В итоге среди вакцинированных началась эпидемия полиомиелита, жертвами которой стали ещё 118 детей — у 113 из них развился паралич, ещё 5 умерли. В результате возникшего скандала несколько чиновников, включая министра здравоохранения Овету Калп Хобби, потеряли свои посты.
Была проведена проверка, но нарушений при производстве вакцины со стороны Cutter Laboratories найдено не было. В июне 1955 года в ходе парламентских слушаний было установлено, что причиной инцидента стал недостаток контроля со стороны входящей в NIH Лаборатории биологического контроля.
В последующие годы против Cutter Laboratories был подан ряд исков, первым из них стало дело Готтсданкера против Cutter Laboratories. Согласно решению суда по этому делу, Cutter Laboratories допустила нарушение подразумеваемой гарантии и должна была возместить понесённый ущерб. Это дело стало прецедентом для последующих исков. У всех пяти компаний, производящих вакцину от полиомиелита, были сложности с инактивированием вируса и помимо Cutter Laboratories к еще трём из них были поданы иски, урегулированные, впрочем, во внесудебном порядке.

### Последующее расширение Cutter Laboratories
Описанный выше инцидент не помешал Cutter Laboratories и дальше успешно вести свою деятельность. В 1955—1960 годах компания приобрела компании Ashe-Lockhart, Inc., Haver-Glover Laboratories, Plastron Specialties, Pacific Plastics Company in San Francisco, Olympic Plastics Company, Corn King Company и Hollister-Stier.
В 1960 году Cutter Laboratories открыло подразделение в Японии. В 1955 году объём продаж составил 11,5 миллионов долларов США, в 1962 — 29,9. В начале 1960-х годов компания производила более 700 различных видов товаров. По состоянию на 1962 год активы компании были на 80 % больше, чем на момент инцидента. В 1974 году Cutter Laboratories была приобретена компанией Bayer.

### Прочие инциденты
В конце 1970-х — начале 80-х годов множество фармацевтических компаний, в том числе Cutter Laboratories, которая к тому времени уже была подразделением Bayer, произвели препараты на основе крови, которые оказались заражены ВИЧ.
В 2008 году в Германии вышел документальный фильм Tödlicher Ausverkauf: Wie BAYER AIDS nach Asien importierte («Смертельный товар: Как компания BAYER импортировала в Азию ВИЧ»), согласно которому компания Bayer продавала на территории Азии препараты на основе крови, зная, что они заражены ВИЧ.